# Sofrônio Espanhola
Sofrônio Espanhola (em castelhano: Sofronio Española) é um município de  segunda classe de renda municipal (d) na província de Palauã, nas Filipinas. De acordo com o censo de 1 de maio  de  2020 possui uma população de 37 416 pessoas e 9 918 domicílios.